# Ԁ
Komi De hay Er ngược đầu (Ԁ ԁ, chữ nghiêng: Ԁ ԁ) là một chữ cái trong bảng chữ cái Molodtsov, một biến thể của bảng chữ cái Kirin. Nó chỉ được sử dụng trong chữ viết của tiếng Komi vào những năm 1920.
Dạng chữ thường của nó giống với dạng chữ thường của chữ cái Latinh D (D d D d) và dạng chữ hoa của nó giống như dạng chữ hoa của chữ cái Latinh P hoặc chữ cái Kirin Er hoặc dấu mềm lật ngược.
Komi De đại diện cho âm /d/, giống như cách phát âm của ⟨d⟩ trong "din". Âm này được thể hiện bằng chữ cái Kirin De (Д д) trong các bảng chữ cái Kirin khác.

## Mã máy tính
| Kí tự               | Ԁ                                 | Ԁ                                 | ԁ                               | ԁ                               |
| ------------------- | --------------------------------- | --------------------------------- | ------------------------------- | ------------------------------- |
| Tên Unicode         | CYRILLIC CAPITAL LETTER TURNED ER | CYRILLIC CAPITAL LETTER TURNED ER | CYRILLIC SMALL LETTER TURNED ER | CYRILLIC SMALL LETTER TURNED ER |
| Mã hóa ký tự        | decimal                           | hex                               | decimal                         | hex                             |
| Unicode             | 1280                              | U+0500                            | 1281                            | U+0501                          |
| UTF-8               | 212 128                           | D4 80                             | 212 129                         | D4 81                           |
| Tham chiếu ký tự số | &#1280;                           | &#x500;                           | &#1281;                         | &#x501;                         |